# Педро Калдерон де ла Барка
Педро Калдерон де ла Барка (шп. Pedro Calderón de la Barca; Мадрид, 17. јануар 1600 — Мадрид, 25. мај 1681) је био шпански драматург шпанског Златног века. Прославио се једночинкама с мотивима из Библије, а његова филозофска драма „Живот је сан“ задржала се до данас на позоришним репертоарима.

## Биографија
Педро Калдерон је рођен у Мадриду, почетком 1600. године. Његов отац Дијего Калдерон се оженио Аном Маријом де Енао која је потицала из немачке племићке породице. Педро је био трећи од петоро Дијегових и Маријиних синова.
Започео је школовање 1605. у Ваљадолиду, ту се брзо истакао, па га је отац који је иначе био ауторитативног карактера пребацио у капеланију где га је чекало место за позив свештеника које је резервисала Педрова баба за једног од чланова породице. Започео је школовање у језуитској школи у Мадриду 1608. на месту где се сада налази институт Сан Исидро, где се задржао до 1613. студирајући граматику, латински, грчки и теологију. После две године студирања у Мадриду умире Педрова мајка и исте године његов отац се жени по други пут. Овај брак је ујединио Педрову браћу, Хосеа и Дијега против оца. Педро наставља школовање на универзитету Алкала де Енарес, где је студирао логику и реторику, 1615. прелази на универзитет у Саламанкки где је дипломирао канонско и цивилно право, али ипак без испуњења циљева које му је задао отац. 1621. учествовао је на такмичењу у поезије у част светог Исидора након његове канонизације где је освојио треће место. Решио је да прекине црквене студије и да се посвети војној каријери, када је започео да води боемски начин живота. У то време долази и до проблема унутар породице, наиме тестаментом његовог оца Педро и његова браћа су морала да деле богатство са маћехом и да отплате све очеве дугове. Могуће је да су тешки односи са оцем утицали на Клдероново стваралаштво где се често могу видети конфликти између оца и сина. Због свих ових породичних проблема Калдерон је ушао у службу код војводе де Фриаса, са којим је путовао по Фландрији и северу Италије између 1623-1625. У овом периоду Педро је учествовао у многим ратним кампањама. Судећи по Калдероновом биографу Хуану де Вера Тасису био је чак умешан и у пар убистава. Калдерон је приступио Кастиљској грофовији 1625. године. Калдеронова прва позната комедија је „Љубав, част и моћ“ је доживела премијеру 1623. године поводом посете Карлоса принца од Галије. Од 1625. Клдерон је на двору приказао широк спектар својих дела, али је 1629. пратећи једног глумца упао са својом браћом у манастир де ла Тринитариас где је наишао на ћерку Лопеа де ла Веге, што је изазвало непријатељство са познатим драматургом и познатим говорником тог времена Ортенсијом Феликсом Паравицином. Калдерон је на нападе овог последњег одговорио исмејавајући га у својим комедијама „Постојани принц“ и „Госпа дух“ које су представљале његов први велики успех. Са овим и другим комедијама Калдерон је порастао у очима краља Фелипеа четвртог, који га је задужио за рад позоришта на двору. Своја дела је приказивао у златној дворани Колисео дел Паласио дел Буен Ретиро, прву премијеру у овој дворани је доживео 1634. Лопе де Вега је у ово време уживао велики углед у земљи, али је и Калдерон тридесетих година почео да расте у очима публике са својим комедијама. Постао је директор велике сцене Колисеа дел Буен Ретира 1635. написавши „Највећи ужитак, љубав“, између осталих великих драмских дела на чије извођење је рачунао на способне италијанске сценограгфе Космеа Лотија и Баћиа дел Бланка, и музичке експерте за своје прве сарасуеле. Краљ је наградио Калдерона 1636. орденом Кабаљеро де ла Орден де Сантијаго. Исте године Калдеронов ученик и пријатељ Вера Тесис објавио први део својих комедија, следеће године друге, све до деветог дела колико је издао. Иако је написао још три дела својих комедија, она никада нису објављена због недговорних издавача. Калдерон се истакао у рату код Фуентерабије (1638), и у рату за оцепљење Каталоније (1640). На своје војничке дане увек је носио лепе успомене.
Тада долази од ширења Паласија дел Буен Ретира, а у централном делу се изводе премијере између којих се нашла и Калдеронова комедија „Изложба љубави и љубоморе“. После рањавања у једном од ратова 1642. Калдерон прелази у војну пензију. Иако тих био је врло тих био је врло активан у писању дела на двору. У то време Калдерон приказује своја најзахтевнија дела која су захтевала богату сценографију. Калдерон постаје идол целој једној генерацији младих драматурга међу којима су се нашли велики таленти као што су Агустин Морето и Франсиско Рохас Сориља, Калдеронови најбољи ученици. Средином четрдесетих долази до затварања позоришта у целој земљи за време владавине краљице Исабеле и принца Балтасара Карлоса, највише због притисака религиозних монархиста. Представе се нису приказивале од 1644-1647. У овом периоду долази од смрти Калдеронове браће Хосеа (1645) и Дијега (1647), и до потписивања Вествалијског мировног споразума 1648. Познати драматург тада упада у кризу из које изклази те након рођења свог првог сина Педра Хосеа, када долази до поновног отварања позоришта и до промене начине Калдероновог живота.
	Калдерон прво постаје секретарар војводе од Албе, затим се враћа у црквени ред Сан Франсиска 1650. а годину дана касније постаје и свештеник. Постаје главни капелан 1653. функција коју је Педров отац прижељкивао целог живота. Иако је и даље писао комедије Калдерон је приоритет дао сакрменталним делима, правцу који је усавршио и довео до врхунца, правцу у којем је спојио природни таленат са теологијом. И даље је писао дела за Паласио дел Буен Ретиро, иако је почео са писањем митолошких дела уз помоћ којих је бежао од горке стварности.
У то време Калдерон је већ био најпознатију драматург у Шпанији и 1663 добија звање капелан части, због чега је Калдерон напокон морао да се пресели у Мадрид. Након смрти краља долази и до смањења Калдеронових издатих дела, све док није добио звање капелан мајор 1665. које је добио од краља Карлоса другог. Био је често оспораван са стране моралиста која нису благонаклоно гледали на драмске спектакле човека који је имао звање свештеника.
	При крају живота Калдерон упада у финансијске потешкоће, али ипак успева да изда своју последњу комедију вођену мотивом карневала 1680. Калдерон умире 25. маја 1681. оставивши недовршеним своја сакрална дела која је требало да буду издата те године. Калдеронова сахрана била је скромна како је и захтевао у тестаменту. Својом смрћу је оставио иза себе позоришну сирочад која су га сматрала најбољим драматургом његове епохе, што је Калдерон свакако и био.

## Дело
Позоришно дело Калдерона де ла Барке значи кулминацију барока позоришног модела створеног крајем XVI и почетком XVII века од стране Лопе де Вега.
По рачуници коју је он сам учинио године када је умро Калдерон, његова драматична продукција састоји се од сто десет комедија и осамдесет других дела, као што је на пример Psale et sile(певање и ћутање). Мада је мање плодно, генијални Лопе де Вега технички испада бољи у позоришту и заправо доводи до савршенства драмску формулу смањујући број сцена и чистећи је од лирских елемената, претварајући је у спектакл барока, дајући јој сезнзибилитет сценографије кроз музику који су Лопе де Веги мање битни .
Анхел Валбуена Брионес означио је да у његовом стилу постоје два дела:
У првој групи Калдеронових дела премешта, преправља оно што се Лопе де Веги чини хаотичним, стилизујући његов реализам мењајући га. У њима се види богата галерија репрезентативних ликова тога времена и социјалног статуса, свих који имају заједничке три теме шпанског позоришног барока: љубав, религију и част.
У другој групи, драматург измишља, изнад витешког репертоара, једну поетичко-симболичку форм непознату до тада и која суштински поставља позориште у лиричко. Касније пише филозофске и теолошке драме, митолошке комедије.
Калдерон се издваја пре свега као стваралац оваквих барокних ликова, лично неуравнотежених због трагичне страсти, која се појављује у Сталном принцу, чудесни мађионилар ... Његов најпознатији лик је Сегисмундо од Полоније из дела Жибот је сан, сматрано као врх његових дела. Ово дело, парадигма из врсте филозофских комедија бави се трансцеденталним питањима његове епохе: слободом и моћи воље испред судбине, скептицизмом... Овај комад има више верзија које је он сам писао. Такође се у овом делу спомиње тема образовања, мада је она у другом плану, иако се подједнако развијала касније у XVIII веку.
У овој другој групи доводи до савршенства тзв. алегорични комад. Напоменућемо само неке, Велико светско позориште, Вечера краља Балтазара.
Што се тиче филозофских драма, његово маестрално дело је Живот је сан, Градоначелник из Залманеје, а што се тиче драма о части Сликар своје обешчашћености(1648)...
Мелодрамичан карактер имају комедије као што су Нема ствари као што је ћутање(1639), Није увек најгоре тачно(1648,1650), Ћерка Гомеза Аријаса(1651). Приближио се и историјским драмама комадима као што су и Велика Сенобија, Раскол Енглеске, Волети после смрти, Највећи монструм на свету.
Филозофске и симболичне драме су Ћерка ваздуха, у своја два делагде се осликава амбиција без граница краљице Семирамиде.
Религиозне драме као што су Побожност за крст (1633), Живот је сан...
Калдерон је позео да се интересује за митолошке комедије 1635. Убрзо се адаптирао условима великог спектакла делима као шзо су Највећи чар љубави, Ударац сирена, Монструм из дворишта...
Калдерон је постао експерт у писању овог књижевног рода, где су се ликови претворили у чисте концептуалне и страствене описе.

## Калдеронов комични театар
Током једног времена Калдеронов комични театар је био потцењен, али у последње време почиње да се вреднује, будући да је написао маестрална дела која се могу квалификовати као „комедије сплетки“ (comedias de enredo), као што су La dama duende, Casa con dos puertas, Mala es de guardar или El galán fantasma.

## Калдеронови ликови
Иако је Калдерон понекад покушавао да створи незаборавне ликове, попут Педра Креспа, у већини случајева је тачно оно што је рекао Марселино Менендес Пелајо:
„Калдеронови ликови тешко достижу природну и једноставну изражајност, већ је замењују хиперболама, префињеношћу и кишом метафора... Поседују релативну и историјску истину, али немају човечну, апсолутну и лепу истину која експлодира у рици лавова Шекспирових ликова“.
Са друге стране, Калдеронови женски ликови су неумерене мушкараче и не поседују женственост и природну живахност као Лопеови женски ликови, мада када се ради о женама које су на власти, овај недостатак се преображава у врлину и проналазимо веродостојна оличења амбиције, попут краљице Семирамиде у два дела Ћерке ваздуха.
Што се тиче мушких ликова, Калдерон поседује репертоар незаборавних ликова као што су Сигисмунд, Дон Лопе де Фигероа, Педро Креспо или прототип најчешћих Калдеронових ликова, муж излуђен љубомором, који представља Дон Гутјере у делу Лекар своје части. Ови ликови са патолошком љубомором, којима обилују Калдеронове драме, расуђују непоколебљиво, али њихови закључци се заснивају на сумњама и дивљим страстима, због чега резултат њихових дугих размишљања доводи до драмског апсурда.

## Драме
Калдерон де ла Барка је ван Шпаније познат првенствено као филозофски песник тако да се његове драме могу назвати филозофско-симболичне драме. Пишчев песимизам донекле се може објаснити тешким приликама у Шпанији у XVII веку, али још више његовим карактером. Једно од ауторових највреднијих дела јесте филозофска драма Живот је сан (La vida es sueño), настала између 1631. И 1635. године. Извори ове драме су бројни и сежу у далеку прошлост. Неке теме и мотиви се јављају у грчкој и латинској митологији, источњачкој традицији, хуманизму... Код Калдерона је тема човека који сања свој живот обрађена сасвим у барокном духу. Живот је сан је формално савршено дело. Сачињено је од густе мреже мисаоно-поетских слика велике снаге, као и бујне реторике. Претходна неопходна сазнања гледаоцма су дата кроз сажете нарације, а чувеним монолизи, нарочито Сехисмундови, беспрекорни су. Они су попут стубова који носе целу грађевину. Нема сумњне да је једна од најлепших и најдубљих драма шпанског а и светског позоришта.
Драме части (dramas de honor). У овим делима приказана је ирационална снага која човека отуђује од самога себе. Сила која притиска до те мере да појединац није у стању да размишља нити реагује разумски. Углавном опис тече уз сцене из брачнох живота, а расплет је углавном крвав. То су трагичне драме у којима од самог почетка влада трагична атмосфера и сумњичавост међу супружницима. Нека дела су: Сликар своје нечасти (El pintor de su deshonora), За тајну увреду, тајна освета(A secreto agravio secreta venganza).
Калдерон је писао и успеле историјске драме-Највеће чудовиште на свету (El mayor monstruo del mundo), као и религиозно-хигиографске-Оданост крсту (La devocion de la cruz).

## Језик, стил и теме
Што си тиче језичког стила Кадерон истиче лепоту користећи антитезе, метафоре, и хиперболе, што се може сматрати кулминацијом позоришста у његвом добу. Он се труди да публика лако прихвати матафоре које се користе на сцени, користећи механички систем четири укрштених елемента. Користи такозване  учене речи  без устучавања, неке чак критиковане од стране Лопе де Веге.
Калдеронови ликови размишљају веома круто, што се огледа у ликовима мужева који су пуни љубоморе, који своје злочине оправдавају као безгрешне.
У својим делима се углавном концентише између :
Разума и страсти
Интелектуалности и инстинтивног
Разумевања и воље
Калдеронов тематки репертоар је чист и има различите варијанте: части, везе између човека и моћи, слободе, кофликт између реалности и илузије, и све у барокном стилу. На јединствен начин обрађује патолошку љубомору и едиповске конфликте.

## Комедије
Комедије чине најобимнији део Калдероновог стваралаштва. У његовом раду уочавамо два основна модалитета:комедију плашта и властелинске комедије. Калдерон воли компликоване, замршене перипетје, кроз које своје јунаке води сигурно, динамички и савршено логично, не препуштајући ништа импровиацији. Ове комедије немају дубљих претензија осим да послуже лакој и отменој разбибризи. Његове комедије донекле приказују шпанско друштво, а понедак садрже и друштвену критику. Најбоље остварење из ове серије је Госта Дух (La dama duente).
Калдеронове властелинске комедије сличне су претходним по свом компликованом заплету, с разликом што садрже фантастичне, витешке или егзотичне елементе. Амбијент из градског прелази у удаљене земље и непознате пределе. Одликују их стилизација, бирна лексика и изваштачени стил. Најпознатије су : Трака и цвет (La banda y la flor), Удварач дух (El galán fantasma), Беле руке не верђају (Las manos blancas no ofenden) I druge.
Kao под врста, провлачи се бурлескна комедија која је на неки начин свет наопачке у којима се изврћу традиционалне вредности.

## Дворске комедије и драме
Од Калдерона су, као званичног дворског писца, још од 1635. наручивани комади за краљевске прославе. То су по правилу били раскошни комади, са музиком, певањем, балетским сценама, брижљиво осмишљеном сценографијом и обимној употреби техничкох помагала. Калдерон је сматрао да је театар савршен спој више уметности-поезије, музике и ликовних вештина.

## Драматургија
Калдерон смањује број сцена које су обично користили Лопе де Вега и његови следбеници, јер чува драмску структуру; такође ограничава богату полиметрију претходног театра. Уместо потраге за новим темама, даје предност већ развијеним темама од стране комедиографа Лопеове школе или његових претходника, и преправља их избацујући некорисне, слабе, сувишне или мало функционалне сцене или додајући оне које сматра неопходнима, тј. побољшавајући их. Поред тога, следи исте механизме и конвенционалности као код Лопеове комедије, заједно са онима којима су допринели Антонио Мира де Амесква, Тирсо де Молина и Хуан Руис де Аларкон. Његов стил користи особине култеранизма (гонгоризма), али га и вулгаризује серијом метафора о четири елемента које сва публика може да разуме. Такође, у својим комедијама користи симболе: пад са коња, што представља губитак части или нарушавање природног поретка; случајности које нису случајне, дубоко значење светлости и таме; природна равнотежа између четири елемента и поједине драмске технике попут прорицања и хороскопа у делу, на тај начин ствара преварено очекивање код публике, на пример у делу Раскол Енглеске или у делу Живот је сан. Калдерон понекад увиђа оно вештачко и механичко што произилази из барокне драмске формуле и због тога понекад допушта себи да прави метатеатралне игре и шале, дозвољавајући својим глумцима да праве смешне коментаре о пролазним темама.
У потрази за целокупном барокном представом која ће ујединити различите пластичне уметности, са Калдероном де ла Барком сценографија добија на важности у барокној комедији. Такође, на важности добија и музика јер се Калдерон сматра првим ауторем либрета за сарсуеле. Са овом намером блиско је сарађивао са италијанским сценографима попут Козме Лотија. Сценографија се претворила у кључни елемент у стварању дела, нарочито код autos sacramentales, који су се на тај начин преобразили у компликована алегоријска обележја зачета са моралним симболизмом.

## Дела

### Историјске комедије
- Лекар своје части (1635)
- За тајну увреду, тајна освета (1637)
- Градоначелник из Заламеје (1642)
- Сликар своје обешчашћености (1650)

### Религиозне комедије
- Побожност за крст (1633)
- Чудесни мађионичар (1637)
- Живот је сан (1636)

### Митолошке комедије
- Ехо и Нарцис (1661)
- Прометејева статуа (око 1672)